# Зайко-Спиридонов, Сергей Михайлович
 Сергей Михайлович Зайко-Спиридонов(20.10.1914 — 01.08.1996) — начальник лесопункта Тобольского леспромхоза Министерства лесной и деревообрабатывающей промышленности СССР, Тюменская область Герой Социалистического Труда (07.05.1971).

## Биография
Родился 20 октября 1914 года в селе Вознесеновка, ныне входит в состав Ромненского района Амурской области. 
Окончил горный техникум в городе Алдан Якутской АССР в 1934 году. В 1934–1947 годах работал в Алданском геологическом управлении: буровой мастер, начальник горного отряда.
С 1947 года работал в Хакасской автономной области Красноярского края: начальник реализации Ширинского леспромхоза комбината «Хакаслес», с 1952 года – технический руководитель Стрелковского шпаловоза Енисейской сплавной конторы треста «Енисейсклес».
С 1953 года дальнейшая трудовая биография С.М. Зайко-Спиридонова была связана с Тюменской областью. С 1953 года – начальник Аксурского лесопункта Дубровинского леспромхоза комбината «Тюменьлес» Аксурка (Вагайский район) техническим руководителем был Альшевский, Михаил Иванович. 
С 1962 года – начальник Надцынского лесопункта Тобольского леспромхоза. Хороший организатором производства, много сделал для улучшения социально-бытовых условий лесозаготовителей и их семей. Строилось много жилья, было построено новое типовое здание средней школы (школа стала работать в одну смену), была открыта участковая больница на 50 койко-мест, построены магазины, открыт детский сад «Елочка», построен новый клуб, столовая .
За выдающиеся успехи в выполнении заданий пятилетнего плана Указом Президиума Верховного Совета СССР от 7 мая 1971 года Зайко-Спиридонову Сергею Михайловичу присвоено звание Героя Социалистического Труда с вручением ордена Ленина и золотой медали «Серп и Молот».
С 1972 года – директор Междуреченского леспромхоза. С 1973 года – директор Комсомольского леспромхоза объединения «Тюменьлеспром». С 1975 года – на пенсии. Член КПСС. 
В последующем переехал в город Красноярск, где трудился на одном из предприятий Министерства бытового обслуживания населения РСФСР.
Умер 1 августа 1996 года. Похоронен на кладбище «Бадалык» в Красноярске.

## Награды
- Золотая медаль «Серп и Молот» (07.05.1971)
- Орден Ленина (17.09.1966).
- Орден Ленина (07.05.1971).
- Орден Трудового Красного Знамени (05.10.1957)
- Медаль «В ознаменование 100-летия со дня рождения Владимира Ильича Ленина» (6 апреля 1970)

- Медаль «Ветеран труда»
- медалями ВДНХ СССР:

## Память
- На кладбище «Бадалык» в Красноярске установлен надгоробный памятник[3]